# Čertyně
Čertyně je malá vesnice a část obce Dolní Třebonín v okrese Český Krumlov. Nachází se asi tři kilometry severozápadně od Dolního Třebonína. Čertyně leží v katastrálním území Záluží nad Vltavou o výměře 6,95 km².

## Historie
První písemná zmínka o vesnici pochází z roku 1365.

## Osobnosti
- František Bürger-Bartoš (25. listopadu 1898 v Čertyni – 15. října 1964 v Praze), československý legionář, později podplukovník generálního štábu, po druhé světové válce brigádní generál. V Pražském květnovém povstání roku 1945 zastával funkci náčelníka štábu Vojenského velitelství Velké Prahy a organizoval bojovou činnost pražských povstalců. Za komunistického režimu vězněn.

## Pamětihodnosti
- Usedlosti čp. 3 a 10
- Špýchar usedlosti čp. 11
- Boží muka